# Кассина, Игор
Игор Кассина (итал. Igor Cassina, итальянский произношение: [ˈiɡor kasˈsina]; родился 15 августа 1977 года в Сереньо, провинция Милан) — итальянский гимнаст, который выиграл золото на летних Олимпийских играх 2004 года в Афинах на перекладине.

## Биография
На летних Олимпийских играх 2004 года зрители протестовали за выданный судьями низкий результат Алексея Немова из России. Протест продолжался пятнадцать минут. В этой атмосфере Кассина исполнил упражнение на турнике и завоевал золотую медаль. Это золото стало 500-й итальянской медалью на летних Олимпийских играх. В 2008 году на летних Олимпийских играх он был 4-м в соревнованиях на мужском турнике.
На чемпионате мира в Анахайме по гимнастике в 2003 году он завоевал серебряную медаль, в Лондоне в 2009 году — бронзовую медаль. На Европейских чемпионатах 2002 и 2005 годов по гимнастике он выиграл серебряную медаль, в Амстердаме в 2007 году — бронзовую медаль в мужском турнике. Игорь Кассина был первым, кто выполнил упражнение гигантский Kovacs с 1/1 поворотом (известное как Kõlman в прямой позиции). Этот элемент Международная федерация гимнастики в 2002 году решила назвать именем Кассина.
29 мая 2010 года Кассина с отличием защитил диссертацию в «Католическом университете Святого Сердца» в Милане под названием «Спортивный опыт, как возможность роста для человека».

## Результаты выступлений на Олимпиадах
| Олимпиада                             | Дисциплина          | Место              |
| ------------------------------------- | ------------------- | ------------------ |
| Летние Олимпийские игры в Сиднее 2000 | абсолютный зачет    | 36                 |
| Летние Олимпийские игры в Сиднее 2000 | вольные упражнения  | 67 (квалификация)  |
| Летние Олимпийские игры в Сиднее 2000 | опорный прыжок      | 49 (квалификация)  |
| Летние Олимпийские игры в Сиднее 2000 | параллельные брусья | 74 (квалификация)  |
| Летние Олимпийские игры в Сиднее 2000 | перекладина         | 25T (квалификация) |
| Летние Олимпийские игры в Сиднее 2000 | кольца              | 71 (квалификация)  |
| Летние Олимпийские игры в Сиднее 2000 | конь                | 42T (квалификация) |
| Летние Олимпийские игры в Афинах 2004 | абсолютный зачет    | 34                 |
| Летние Олимпийские игры в Афинах 2004 | командный зачет     | 12 (квалификация)  |
| Летние Олимпийские игры в Афинах 2004 | вольные упражнения  | 75 (квалификация)  |
| Летние Олимпийские игры в Афинах 2004 | опорный прыжок      | 72 (квалификация)  |
| Летние Олимпийские игры в Афинах 2004 | параллельные брусья | 71 (квалификация)  |
| Летние Олимпийские игры в Афинах 2004 | перекладина         | 1                  |
| Летние Олимпийские игры в Афинах 2004 | кольца              | 58T (квалификация) |
| Летние Олимпийские игры в Афинах 2004 | конь                | 21T (квалификация) |
| Летние Олимпийские игры в Пекине 2008 | абсолютный зачет    | 77 (квалификация)  |
| Летние Олимпийские игры в Пекине 2008 | командный зачет     | 12 (квалификация)  |
| Летние Олимпийские игры в Пекине 2008 | параллельные брусья | 67 (квалификация)  |
| Летние Олимпийские игры в Пекине 2008 | перекладина         | 4                  |
| Летние Олимпийские игры в Пекине 2008 | конь                | 52 (квалификация)  |